# WinZip
WinZip – komercyjny archiwizator przeznaczony dla użytkowników systemu Windows, stworzony przez WinZip Computing (dawniej znane jako Nico Mak Computing). Powstał w 1991 roku. Oryginalny format archiwów WinZipa to PKZIP.

## Historia programu
WinZip został stworzony na początku lat 90. jako GUI do popularnego wówczas archiwizatora PKZIP. Około 1996 roku twórcy programu postanowili uniezależnić go od wymaganych dotąd plików.exe PKZIP-a. Od 2006 roku program rozwijany przez firmę Corel.